# KLHDC3
A proteína 3 contendo domínio Kelch é uma proteína que em humanos é codificada pelo gene KLHDC3.

## Função
A proteína codificada por este gene contem seis Kelch motivos repetidas que são estruturalmente semelhantes a recombinação activação do gene 2 (RAG2), uma proteína envolvida na activação do V(D)J recombinação. Acredita-se que este gene é expresso especificamente no testículo.